# جمعية مرشدات اليونان
جمعية مرشدات اليونان المعروفة سابقا باسم الرابطة اليونانية للمرشدات وهي جمعية توجيهية وطنية في اليونان. حركة المرشدات بدأت في اليونان في عام 1932 وأصبحت عضوا في الجمعية العالمية للمرشدات وفتيات الكشافة في عام 1933. المنظمة مختلطة ولديها 10,682 عضوا (اعتبارا من 2008).